# Вострецов, Степан Сергеевич
Степа́н Серге́евич Вострецо́в (17 [29] декабря 1883, Вострецово, Уфимская губерния — 3 мая 1932, Новочеркасск, Северо-Кавказский край) — советский военачальник, участник Первой мировой и Гражданской войн, большевик.

## Биография
Родился 17 (29) декабря 1883 в селе Казанцево (теперь Вострецово) в Уфимской губернии в семье крестьянина, русский. Два года учился в церковно-приходской школе. Работал кузнецом.
В 1894 году ушёл из родного села и пешком добрался до Уфы. Работавший там в железнодорожных мастерских старший брат устроил его подручным кузнеца. Вскоре братья переехали в Челябинск, а оттуда Степан уехал в Омск.
В 1905 вступил в РСДРП, меньшевик (в 1918 порвал с меньшевиками), член ВКП(б) с 1 января 1920 года.
В 1906 призван и до 1909 года служил в армии рядовым, в 1909 году осуждён военно-полевым судом в Новониколаевске за революционную агитацию на 3 года тюрьмы: группа солдат читала запрещённую политическую книжку. Неожиданно вошёл офицер и потребовал показать, что читают, и за отказ ударил Вострецова по лицу. Вострецов выхватил из пирамиды штык и бросился на офицера, который успел выскочить на улицу. За вооружённое нападение на офицера ему угрожала смертная казнь, но во время следствия он разыграл роль невменяемого. Отбывал наказание в г. Бийске.
Участвовал в Первой мировой войне, за храбрость был награждён тремя Георгиевскими крестами. В 1916 году — ефрейтор 54 Сибирского стрелкового полка. Последний чин в РИА — прапорщик. За период войны трижды ранен, однажды контужен. Член солдатского комитета в 54-м полку 14-й Сибирской дивизии.
В марте 1918 года после демобилизации вернулся в родное село Казанцево, где организовал коммуну и был избран в сельсовет. Летом 1918 года по доносу с обвинением в большевизме арестован и помещён в бирскую, затем в уфимскую тюрьму. Как члену сельского совета ему грозил расстрел (спасла случайная встреча со знакомым по германскому фронту прапорщиком-меньшевиком, оказавшимся на службе у белых в тюремной администрации). Осенью 1918 года ему было предложено организовать штаб по вербовке комсостава для белой армии, чем он воспользовался и в октябре бежал к красным. Был арестован разведчиками 2-го Петроградского полка 27 дивизии. В начале его как комучевского лазутчика хотели расстрелять, но командир 2-го Петроградского полка Р. И. Сокк и комбриг Н. И. Вахрамеев ему поверили, и он был назначен помощником командира роты 1-го батальоне 2-го Петроградского полка 27 стрелковой дивизии 5 армии.
С 3 июня 1919 года — командир 243-го Петроградского, затем 242-го Волжского полков этой дивизии. Под его командованием полк, тесня отступавших на восток колчаковцев, первым вошёл в Челябинск. Отличился при занятии Омска, а после переброски дивизии на Западный фронт — Минска.
С октября 1920 года командир бригады.
В июле 1921 года назначен начальником Управления войск ВЧК по охране границ Сибири. С октября снова командир бригады.
С сентября 1922 помощник командира 2-й Приамурской стрелковой дивизии.
Осенью 1922 года возглавлял группу войск в составе 5-го Амурского стрелкового и Троицкосавского кавалерийского полков Народно-революционной армии Дальневосточной республики при штурме Спасска и изгнании белогвардейцев из Приморья. После окончания боев был переведён в штаб на должность исполняющего особые поручения главкома НРА.
С апреля 1923 временно исполнял обязанности помощника командира 36-й Забайкальской стрелковой дивизии.
С апреля по июнь 1923 года — командир специального экспедиционного отряда сформированного для ликвидации отряда генерала А. Пепеляева в Охотско-Аянском районе Якутии (Охотско-Аянская операция). Вместо того чтобы атаковать порт Аян с моря, как предполагали белогвардейцы, он высадился со своим отрядом в 30 км западнее Охотска и стремительным ударом 5 июня 1923 г. захватил его. Переместившись затем в устье реки Алдомы в 80 км западнее Аяна, красноармейцы в течение трёх дней, делая 25-километровые переходы по бездорожью и сопкам, вышли к порту и ранним утром 17 июня окружили все стратегически важные объекты Аяна. С целью не допустить бессмысленного кровопролития С. Вострецов предложил А. Пепеляеву сдаться, гарантировав ему и его солдатам жизнь и «справедливый рабоче-крестьянский суд». Генерал после недолгого размышления согласился с предложенными условиями, что оба военачальника и скрепили рукопожатием. С. Вострецов своё слово сдержал. Никто из сдавшихся белогвардейцев не был казнён. Около 200 рядовых добровольцев были практически сразу отпущены на свободу, 162 человека подвергнуты административной ссылке, а Пепеляев и ряд его ближайших соратников отправлены в Читу, где предстали перед ревтрибуналом 5-й армии. Позже С. Вострецов хлопотал об освобождении А. Пепеляева из 10-летнего тюремного заключения и привлечении его в качестве военспеца РККА.
За период Гражданской войны был дважды ранен. Являлся одним из четырёх кавалеров 4-х орденов Красного Знамени за участие в Гражданской войне:
- за участие во взятии Челябинска (Приказ РВСР № 212 от 30 апреля 1920 года, орден № 14143, выдан взамен № 1703)[8];
- за личный героизм, проявленный 19 июля[9] (Приказ РВСР № 585 от 12 декабря 1920 года, орден № 10 «2», выдан взамен № 4981);
- за штурм Спасска (Приказ РВСР № 115 от 9 августа 1923 года орден Красное Знамя РСФСР № 13 «3»)[10];
- за ликвидацию отряда А. Пепеляева (Приказ РВС СССР № 158 от 18 октября 1923 года, орден № 2 «4», выдан взамен временно выданного 6.11.1923 г. № 14568)[11]
- а также Почётным революционным оружием (23.4.1930, за отличие при ликвидации конфликта на Китайско-Восточной железной дороге в 1929 году).

С 8 октября 1923 года назначен помощником командира 36-й Забайкальской стрелковой дивизии (приказ РВСР № 150 от 08.10.1923 г.).
С октября по ноябрь 1923 года исполнял обязанности командира 84-й Тульской стрелковой дивизии, после чего по личной просьбе направлен на Военно-академические курсы, которые успешно закончил 27 июля 1924 года.
С 11 июля 1924 года по 1 мая 1928 года — командир 27-й Омской Краснознамённой стрелковой дивизии (приказ № 195 от 11.07.1924 г.). С 15 марта 1927 года также и комиссар этой дивизии.
С 1 мая 1928 года по 1 октября 1929 года — командир и комиссар 51-й Краснознамённой Перекопской дивизии. (приказ № 242 от 28.04.1928 г.).
С 1 октября 1929 года по ноябрь 1930 года — командир и комиссар 18-го стрелкового корпуса (приказ № 543 от 07.10.1929 г.).
В период подготовки к военным операциям на Китайско-Восточной железной дороге (КВЖД) в составе Особой Дальневосточной армии (ОДВА) создана Забайкальская группа войск, в состав которой вошло управление 18-го стрелкового корпуса. Войсками Забайкальской группы войск, оставаясь одновременно командиром 18-го ск, командовал С. Вострецов. Командовал Маньчжуро-Чжалайнорской операцией по разгрому китайских войск.
С августа по ноябрь 1930 года прошёл курсы при Военно-политической академии. С мая 1931 года по 2 мая 1932 года — командир 9-го стрелкового корпуса в г. Новочеркасске.
После парада 1 мая 1932 года на машине в Ростове сбил женщину. Застрелился в Новочеркасске между 4 и 5 часами утра 2 мая 1932 года у порога своего дома. Похоронен на Братском кладбище Ростова-на-Дону.

## Воспоминания современников
Омской дивизией… командовал герой гражданской войны Степан Вострецов. Мы с восхищением смотрели на его четыре ордена Красного Знамени — столько же орденов имели тогда ещё трое: Фабрициус, Федько и Блюхер. Комдив Вострецов был очень доступный и простой человек, пользовавшийся всеобщим уважением. Нас подкупало отсутствие всякой заносчивости, пытливость ума и человечность.— Главный маршал артиллерии Н. Н. Воронов. На службе военной. — (Военные мемуары). — М.: Воениздат, 1963. — С. 56—57.

## Семья[17]
- Отец Сергей Викторович, писарь, ум. в 1917 г.
- Мать Анна Игнатьевна, грузчица, кормилица семьи, ум. в 1895 г.
- Сестра Анастасия/Анна Панина (ум. в 1963 г.), братья: старший Клементий, средний Василий (его дети: Петр, Екатерина, Зинаида и Татьяна), Григорий.
- Мария — первая жена, умерла от тифа.
- Александра Кондратьевна Лесик-Вострецова (1906—1984) — вторая жена (с 1924 г.), медсестра, с 1934 г. — жена С. Н. Кожевникова (1896—1938), арестована в 1937 г. «за недоносительство на мужа», осудили в 1938 г. как «члена семьи изменника Родины», реабилитирована в 1956 г., провела в ссылках почти 19 лет, последние годы жила в Харькове.
- Лидия Степановна Вострецова (1928 гр.) — дочь, с 1937 года была на воспитании бабушки Анны Амвросиевны Лесик, врач-кардиолог.
- Степан Владимирович Вострецов-Печенежский — внук, живет в Канаде (г. Ванкувер).

## Память
- Родное село Казанцево впоследствии переименовано в Вострецово. В советское время в селе действовал музей, посвящённый Вострецову.
- Село Вострецово в Охотском районе Хабаровского края. Также в селе установлен памятник С. С. Вострецову.
- Бюст С. Вострецова в селе Аян.
- Улицы имени Вострецова в селе Аян, Бирске, Владивостоке, Витебске, Магадане, Омске, Уссурийске, Усть-Каменогорске, Уфе, Хабаровске, Челябинске.